# 박용갑
박용갑(朴龍甲, 1957년 3월 17일~)은 대한민국의 정치인이다. 제22대 국회의원이다. 2024년 제22대 총선에서 대전 중구 선거구에 출마, 당선되었다. 제18·19·20대 대전 중구청장(2010. 7.~2022. 6.)을 지냈다.

## 학력
- 1969년 숭례국민학교 졸업
- 중학교 졸업학력 검정고시 합격
- 고등학교 졸업학력 검정고시 합격
- 1996년 대전산업대학교 경제학 학사
- 2005년 한밭대학교 테크노경영대학원 금융경제공학 석사

## 경력
- 이재환 국회의원 보좌관
- 강창희 국회의원 보좌관
- 자유민주연합 사무국장
- 한나라당 대전 중구 지구당 사무국장
- 2002년 6월 13일 제3회 전국동시지방선거 당선(민선 3기, 대전시의원(중구제2선거구), 한나라당, 초선)
- 2002년 7월~2006년 3월: 제4대 대전광역시의회 의원(민선 3기, 대전 중구 제2선거구, 한나라당→무소속→국민중심당, 초선)
  - 제4대 대전광역시의회 행정자치위원회 부위원장
  - 제4대 대전광역시의회 산업건설위원회 위원장
- 2007 자유선진당 대전 중구 당원협의회 준비위원장
- 2008 자유선진당 대전광역시당 부위원장
- 2009 자유선진당 대전 중구 당원협의회 부위원장
- 대전광역시 중구생활체육회 이사
- 대전광역시 중구생활체육회 풋살연합회장
- 민주평화통일자문회의 중구협의회 자문위원
- 대전광역시 체육대상심사위원회 위원
- 대전광역시 사회복지위원회 위원
- 신행정수도 건설지원 특별위원회 위원
- 대전광역시 생활체육회 축구연합회 자문위원
- 대전광역시 생활체육회 축구연합회 중구 자문위원
- 대전광역시 중구생활체육회
- 2010년 6월 2일 제5회 전국동시지방선거 당선(민선 5기, 대전광역시 중구청장, 자유선진당, 초선)
- 2010년 7월 1일~2014년 6월 30일 제18대 대전광역시 중구청장(민선 5기, 자유선진당→선진통일당→새누리당→무소속→새정치민주연합, 초선)
- 2014년 6월 4일 제6회 전국동시지방선거 당선(민선 6기, 대전광역시 중구청장, 새정치민주연합, 재선)
- 2014년 7월 1일~2018년 6월 30일 제19대 대전광역시 중구청장(민선 6기, 새정치민주연합→더불어민주당, 재선)
- 2018년 6월 13일 제7회 전국동시지방선거 당선(민선 7기, 대전광역시 중구청장, 더불어민주당, 3선)
- 2018년 7월 1일~2022년 6월 30일 제20대 대전광역시 중구청장(민선 7기, 더불어민주당, 3선)
- 2017년 7월~2018년 6월: 대전광역시 시구청장협의회 회장
- 2024년 4월 10일 대한민국 제22대 국회의원 선거 당선(대전 중구, 더불어민주당, 초선)
- 2024년 5월~: 더불어민주당 대전광역시당 중구 지역위원회 위원장
- 2024년 11월~2025년 8월: 더불어민주당 이재명 당대표 국민소통특보단 국민화합특보
- 2025년 6월~: 더불어민주당 원내부대표

### 의정 활동
- 2024년 5월 30일~: 제22대 국회의원(대전 중구, 더불어민주당, 초선)
  - 2024년 6월~: 제22대 국회 전반기 국토교통위원회 위원

## 역대 선거 결과
|  | 45.49% |

|  | 22.10% |

|  | 39.51% |

|  | 50.91% |

|  | 65.06% |

|  | 52.08% |

## 소속 정당
| 소속 정당 | 소속 정당      | 소속 기간 | 비고           |
| --------- | -------------- | --------- | -------------- |
|           | 민주정의당     | 1981~1990 | 창당 정계 입문 |
|           | 민주자유당     | 1990~1995 | 합당           |
|           | 무소속         | 1995      | 탈당           |
|           | 자유민주연합   | 1995~2001 | 입당           |
|           | 무소속         | 2001      | 탈당           |
|           | 한나라당       | 2001~2006 | 복당           |
|           | 무소속         | 2006      | 탈당           |
|           | 국민중심당     | 2006~2008 | 창당           |
|           | 자유선진당     | 2008~2012 | 합당           |
|           | 선진통일당     | 2012      | 당명 변경      |
|           | 새누리당       | 2012~2014 | 합당           |
|           | 무소속         | 2014      | 탈당           |
|           | 새정치민주연합 | 2014~2015 | 입당           |
|           | 더불어민주당   | 2015~현재 | 당명 변경      |

## 같이 보기
- 대전 중구의 국회의원
- 대전 중구청장
- 중구 (대전 선거구)